# Prima donna
prima donna，是義大利文中「首席女性」的意思，通常用於歌劇劇團之中。這個專有名詞通常會用在指涉歌劇劇團中的首席女歌手，也是在演出時會賦予重要角色的演出工作的人物。「prima donna」通常是歌劇劇團中的女高音，但並非絕對。相對應來指稱首席男歌手的專有名詞則是「primo uomo」，在歌劇劇團中幾乎都是由男高音擔任。
在一般傳說中，這些「prima donna」都被認為是自我本位的，無理取鬧的，以及暴躁的（irritable），將自己的意見（Opinion）置於其他人的意見之上。
中国传统戏剧团体的首席女演员，通常是年轻的旦角演员，称作“当家花旦”。

## 延伸阅读
- Rupert Christiansen, Prima Donna: A History, Viking, 1985. ISBN 0-670-80482-7